# Hylaeus gigas
Hylaeus gigas är en biart som först beskrevs av Heinrich Friese 1911.  Hylaeus gigas ingår i släktet citronbin, och familjen korttungebin. Inga underarter finns listade i Catalogue of Life.